# Бордей-Верде
Бордей-Верде (рум. Bordei Verde) — село у повіті Бреїла в Румунії. Адміністративний центр комуни Бордей-Верде.
Село розташоване на відстані 135 км на північний схід від Бухареста, 37 км на південний захід від Бреїли, 130 км на північний захід від Констанци, 53 км на південний захід від Галаца.

## Населення
За даними перепису населення 2002 року у селі проживали 1569 осіб, з них 1568 осіб (99,9%) румунів. Рідною мовою 1568 осіб (99,9%) назвали румунську.